# Andreas Rüther

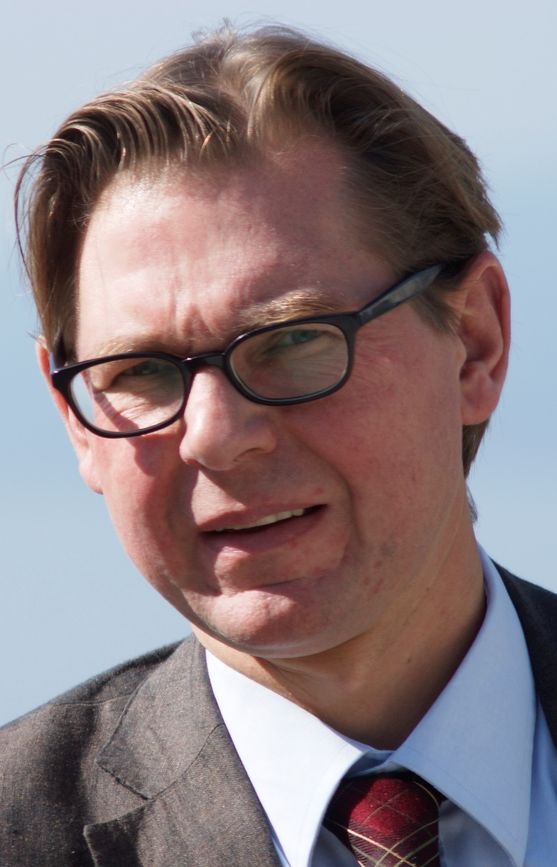
Andreas Rüther, aufgenommen 2011 von Werner Maleczek

Andreas Rüther (* 9. August 1963 in Bad Rothenfelde) ist ein deutscher Historiker.

## Leben und Wirken
Von 1983 bis 1988 studierte er Geschichte, Deutschen Philologie und Politologie an der FU Berlin. 1988 legte er das erste Staatsexamen für das Amt des Studienrats vor dem Wissenschaftlichen Landesprüfungsamt Berlin ab. Von 1989 bis 1994 war er wissenschaftlicher Mitarbeiter am Friedrich-Meinecke-Institut der Freien Universität Berlin. 1990 war er Stipendiat am Centro Interuniversitario di Studi Francescani in Assisi. Nach der Promotion 1994 zum Dr. phil. im Fach Geschichte mit Schwerpunkt Mittelalter an der Freien Universität Berlin hatte er von 1995 bis 1997 ein Postdoktorandenstipendium am Graduiertenkolleg „Kirche und Gesellschaft im Heiligen Römischen Reich des 15. und 16. Jahrhunderts“ der Georg-August-Universität Göttingen. 1996 war er Habilitandenstipendiat beim Deutschen Historischen Institut Warschau. Von 1997 bis 1998 hatte er ein Immanuel-Kant-Habilitationsstipendium vom Herder-Institut für historische Ostmitteleuropaforschung. Von 1998 bis 2004 war er wissenschaftlicher Assistent an der Justus-Liebig-Universität Gießen, wo er nach der Habilitation 2004 Privatdozent für Mittlere und Neuere Geschichte wurde.
Von 2004 bis 2006 vertrat er für Deutsche Landesgeschichte, Spätmittelalterliche Geschichte und Osteuropäische Geschichte an der Justus-Liebig-Universität Gießen. Von 2006 bis 2007 war er Projektmitarbeiter und Lehrbeauftragter an der Professur für Geschichte des Mittelalters und Historische Hilfswissenschaften der Ruhr-Universität Bochum. Von 2007 bis 2009 vertrat er den Lehrstuhl in Mittelalterlicher Geschichte an der Universität Kassel mit W2-Dozentur am Max-Planck-Institut für europäische Rechtsgeschichte in Frankfurt am Main. Von 2009 bis 2013 war er Akademischer Oberrat an der Fakultät für Geschichtswissenschaft in Bochum im Bereich Mittelalterliche Geschichte. Von 2013 bis 2014 vertrat er den Lehrstuhl für Mittelalterliche Geschichte, insbesondere Geschichte des Späteren Mittelalters an der Ruhr-Universität Bochum. Von 2014 bis 2015 vertrat er die Professur für Allgemeine Geschichte unter besonderer Berücksichtigung des Hoch- und Spätmittelalters an der Universität Bielefeld. 2015 wurde er zum außerplanmäßigen Professor an der Fakultät für Geschichtswissenschaft, Philosophie und Theologie der Universität Bielefeld ernannt. Von 2016 bis 2017 vertrat er den Lehrstuhl für Geschichte des Spätmittelalters und der Frühen Neuzeit an der Universität Duisburg-Essen. Seit 2017 ist er Lehrkraft für besondere Aufgaben in der Abteilung Geschichte für den Arbeitsbereich Mittelalter an der Universität Bielefeld. Im April 2023 wurde er zum ordentlichen Mitglied der Historischen Kommission für Westfalen gewählt. Im Sommersemester 2025 wurde er Fellow der Resident Group „Eigendynamiken. Analoge Strukturen des Wandels im vormodernen Ostasien und Europa“ am Zentrum für interdisziplinäre Forschung Bielefeld.
Seine Forschungsschwerpunkte sind vormoderne Agrar- und Migrationsgeschichte, neue Kulturgeschichte des Politischen, vergleichende Landes- und Regionalgeschichte, Höfe- und Residenzenforschung zu Spätmittelalter und Frühneuzeit, Kirchen- und Stadtgeschichte im späteren Mittelalter und Mönchtum und Ordenswesen seit dem Früh- und Hochmittelalter.

## Schriften (Auswahl)
- Bettelorden in Stadt und Land. Die Straßburger Mendikantenkonvente und das Elsaß im Spätmittelalter (= Ordensstudien. Band 11 = Berliner historische Studien. Band 26) Duncker und Humblot, Berlin 1997, ISBN 3-428-09235-X (teilweise zugleich: Berlin, Freie Universität, Dissertation, 1994).
- Region und Identität. Schlesien und das Reich im späten Mittelalter (= Neue Forschungen zur schlesischen Geschichte. Band 20). Böhlau, Köln u. a. 2010, ISBN 978-3-412-20612-3 (zugleich: Gießen, Universität, Habilitationsschrift 2004–2005).
- Conventus Bileveldiensis – Frühe Buchdrucke aus Franziskanerbesitz im Ratsgymnasium Bielefeld. Hrsg. von Andreas Rüther (Bielefelder Beiträge zur Stadt- und Regionalgeschichte, Bd. 28), Bielefeld 2025, ISBN 978-3-928884-28-0.